# 율촌초등학교 산수분교
율촌초등학교 산수분교는 전라남도 여수시에 있었던 공립 초등학교이다.

## 학교 연혁
- 1970년 3월 13일: 개교
- 2021년 2월 28일: 폐교[1]

## 참고 자료
- 율촌초등학교산수분교장 - 한국교육학술정보원 학교알리미